# 22 octobre 1900
Le lundi 22 octobre 1900 est le 295e jour de l'année 1900.

## Naissances
- Edward R. Stettinius, Jr (mort le 31 octobre 1949), secrétaire d'état américain
- Gérald Fauteux (mort le 14 septembre 1980), juge en chef de la cour suprême du Canada
- William Perlberg (mort le 31 octobre 1968), producteur de cinéma américain
- James Hall (mort le 7 juin 1940 ), acteur américain
- Ashfaqulla Khan (mort le 19 décembre 1927), indépendantiste indien
- Heinz Preussner (mort en juillet 1945), juriste de la Gestapo

## Décès
- John Sherman (né le 10 mai 1823), homme d'état américain
- Moses Rodgers (né en 1835), pionnier afro-américain

## Autres événements
- Max Wolf découvre les astéroïdes : (459) Signe, (461) Saskia, (460) Scania et (462) Ériphyle